# Thurles
Thurles (Dúrlas Éile en irlandais) est une ville du comté de Tipperary en Irlande.

## Vue d'ensemble
Thurles est entourée par les Silvermine Montains au nord-ouest, et par les Slieveardagh Hills au sud-est. La ville elle-même se niche au sein de la vallée de la Suir. La douceur du climat et les eaux du fleuve Suir font bénéficier Thurles d’excellentes conditions pour l'agriculture.

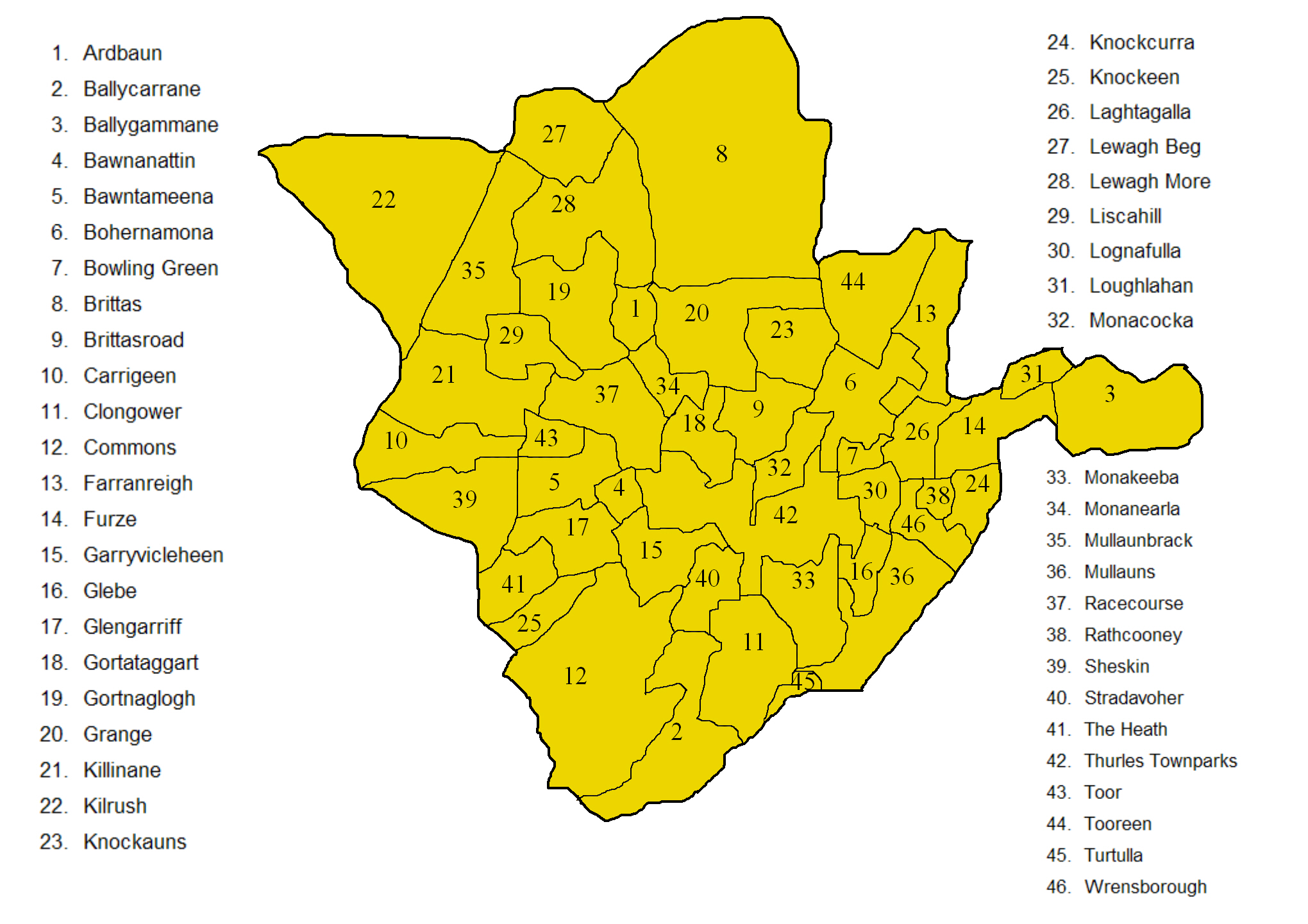
Carte montrant les townlands de la paroisse civile de Thurles.

On y trouve la cathédrale catholique Notre-Dame-de-l’Assomption.

## Histoire

### Histoire ancienne

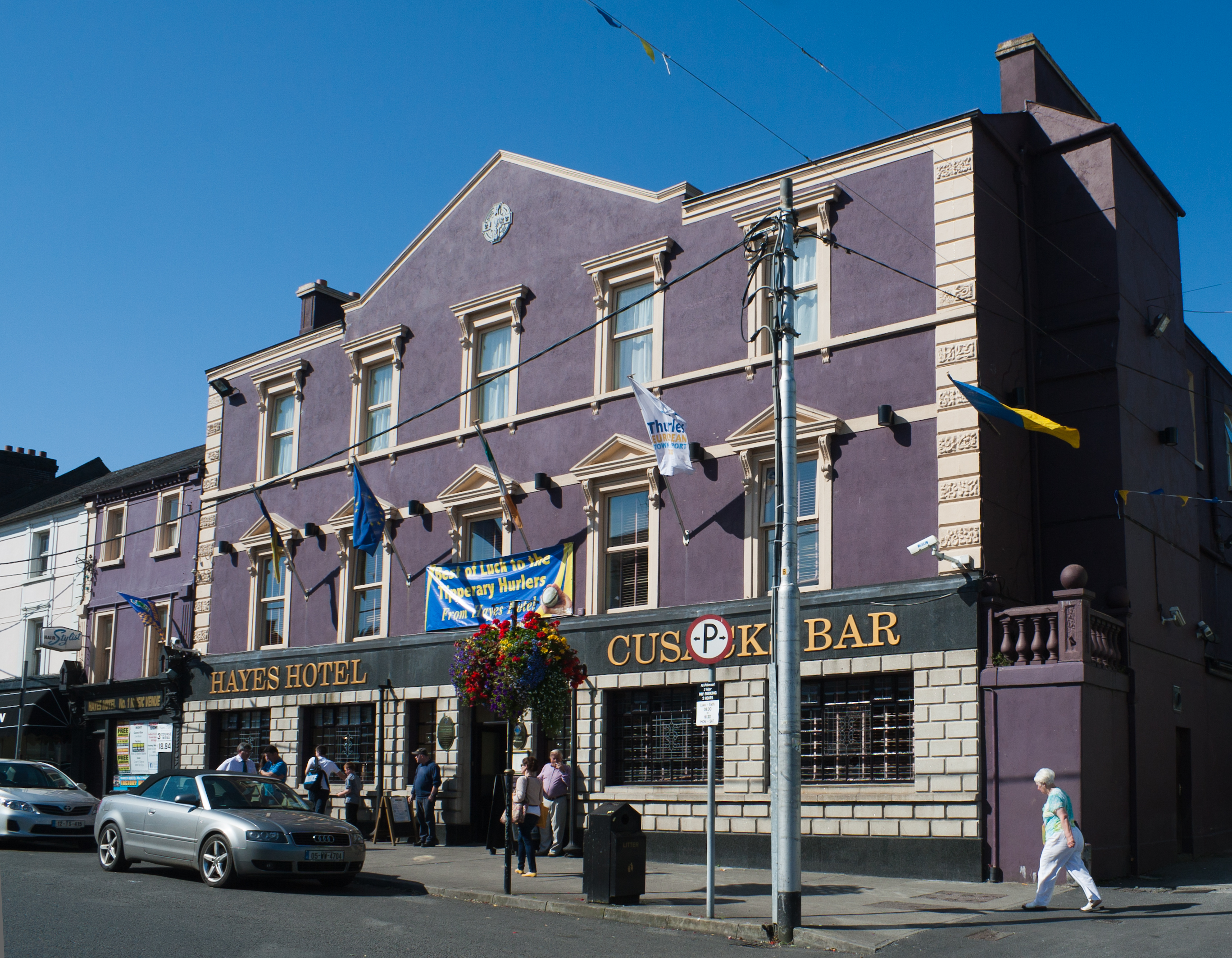
Hayes'Hotel, sur la place de la Liberté.

L'ancien territoire d'Éile tire son nom des habitants préhistoriques appelés les Eli, à propos desquels on sait peu de choses au-delà de ce que l'on peut recueillir des légendes et des traditions.
L'étendue d'Éile a varié au cours des siècles en fonction de sa puissance.
Avant le Ve siècle, les détails de son histoire qui peuvent être tirés des archives et de la littérature sont extrêmement maigres, obscurs et déroutants.
Au cours de ce siècle cependant, Éile semble avoir atteint sa plus grande étendue, allant de "Croghan Bri Eli" (Croghan Hill à Offaly), juste au sud de Cashel (dans Corca Eathrach Eli). La partie sud de ce territoire comprenait les baronnies d'Eliogarty et d'Ikerrin, une grande partie du territoire d'Ileagh et une partie de la baronnie de Kilnamanagh Upper.
Au VIIIe siècle, le territoire de l’ancien Éile était divisé en petits royaumes : les O'Carroll occupaient la partie nord, les O'Spillanes tenaient Ileagh, le Eóganacht Chaisil était annexé. Les O'Fogarty tenaient ce qui est maintenant la baronnie d’Eliogarty. Les O'Fogarty ont donné leur nom à la ville. « Durlas Éile » ,en irlandais, signifie « Fort d’Éile » ou plus exactement « Durlas Éile Uí Fhogartaigh » (« Fort d’Éfogarty d'Éile »).
Le clan a dominé les régions de Templemore et le Devil's Bit s'étendant jusqu'à la frontière Tipperary / Kilkenny.

### Période féodale
Vers la fin du XIIe siècle, le pouvoir du clan O'Donoghue commença à s'affaiblir et, au début du XIIIe siècle, la dynastie des Normands devint la plus puissante.
C'est aux Butler que Thurles doit l'essentiel de son développement initial. Leur héritage architectural peut être vu aujourd'hui avec deux des forteresses familiales d'origine, toujours debout (le Château Noir près du centre et le Château O'Fogarty de Suir).
Theobald Walter, 1er baron Butler, fut l'ancêtre de la branche irlandaise de la dynastie des Butler. Son père était le titulaire héréditaire des fonctions de « chef Butler d'Angleterre » et lorsque Théobald assista les rois Henry II d'Angleterre et Jean d'Angleterre dans leurs invasions d'Irlande, il fut nommé « Chef Butler d'Irlande ». Il a également obtenu une grande partie du nord-est du royaume de Limerick.
Plus tard, en 1328, son descendant, James Butler, 1er comte d'Ormond, a été nommé comte d'Ormond par le roi Édouard III d'Angleterre.

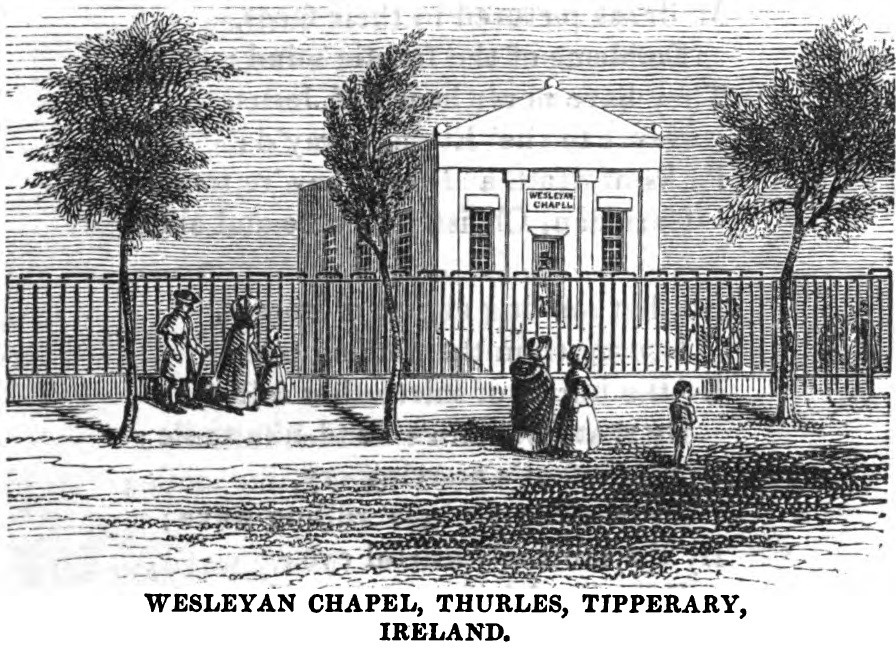
Wesleyan Chapel, Thurles (p.9, 1849)

## Culture
Thurles a accueilli le Fleadh Cheoil en 1959 et 1965.

## Personnalités
- Irene Gilbert (1908-1985), styliste irlandaise, est née à Thurles.